# Magna Carta (Band)
Magna Carta  ist eine englische Folk-Rock-Band.

## Geschichte
Magna Carta wurde im April 1969 gegründet. Beim ersten Konzert am 10. Mai 1969 waren Chris Simpson (Gitarre, Gesang), Lyell Tranter (Gitarre, Gesang) und Glen Stuart (Gesang) dabei. Ihre ersten Schallplatten veröffentlichten sie bei den Labels Fontana Records und Vertigo Records. An den ersten drei Studioalben war noch Davey Johnstone beteiligt. Aufsehen erregte Magna Carta 1970 mit dem Konzeptalbum Seasons, an dem unter anderen Rick Wakeman als Sessionmusiker mitwirkte. Seasons zählt, zusammen mit dem vierten Studioalbum, dem 1973 erschienenen Lord of the Ages,  zu den wohl gelungensten und auch bekanntesten Werken der Gruppe.

## Diskografie
- 1969: Magna Carta  a.k.a. This is Magna Carta  a.k.a. Times of Change
- 1970: Seasons
- 1971: Songs from Wasties Orchard
- 1972: In Concert (live in Carré)
- 1973: Lord of the Ages
- 1976: Putting It Back Together
- 1977: Took a Long Time
- 1977: Martin's Café
- 1977: Spotlight on Magna Carta
- 1978: Prisoners on the Line
- 1978: Live in Bergen
- 1979: No Truth in the Rumour
- 1982: Midnight Blue
- 1983: Sweet Deceiver
- 1984: Listen to the Man (Chris Simpson solo)
- 1988: One to One
- 1991: Old Master & New Horizons
- 1991: Seasons
- 1991: Lord of the Ages
- 1992: Heartlands
- 1993: State of the Art
- 1994: Milestones (2CD)
- 1994: Songs from Wasties Orchard
- 1995: Live at the BBC
- 1995: Las Tierras del Viento
- 1996: Magna Carta
- 1996: In Concert
- 1996: Limited Edition
- 1999: Magna Carta + bonus live track
- 1999: Seasons + Wasties Orchard
- 1999: Lord of the Ages + Martin's Cafe
- 1999: Live at Grassington
- 1999: Midnight Blue
- 2000: Evergreen
- 2000: Rings Around the Moon
- 2000: Where to Now?
- 2000: Forever
- 2001: Seasons in the Tide
- 2002: A Touch of Class
- 2002: Ticket to the Moon (DVD)
- 2003: Ages and Seasons
- 2003: Magna Carta Gold
- 2005: Took a Long Time
- 2005: Live in Bergen
- 2005: In Tomorrow (2CDs and a DVD)
- 2006: Airport Song (DVD)
- 2006: Backroads
- 2006: Paul Stewart - That's the way it goes (pre Magna Carta recordings)
- 2007: Deserted Highways of the Heart...
- 2007: Tomorrow Never Comes, The Anthology 1969-2006 (2CD)
- 2008: Written in the Wind (2CD)
- 2009: Prisoners on the Line
- 2015: The Fields of Eden